# Sergio Ziliotto
Sergio Raúl Ziliotto (General Pico, 24 de septiembre de 1962) es un político argentino. Desde el 10 de diciembre de 2019, es el gobernador de la provincia de La Pampa por el Partido Justicialista . También fue diputado nacional por esa provincia en el periodo 2015-2019.

## Biografía

### Comienzos
Ziliotto nació en General Pico, provincia de La Pampa. Terminada la secundaria se mudó a la capital, Santa Rosa, para cursar sus estudios universitarios, en la Universidad Nacional de La Pampa. Allí dio sus primeros pasos en la política al sumarse a la Juventud Peronista de la Universidad Nacional de La Pampa.
Fue director provincial de Transporte (1991-1995) bajo la gobernación de Rubén Marín, asesor del senador Carlos Verna (1999-2003), y bajo la gobernación de éste, subsecretario de Política Social (2003-2006) y ministro de Bienestar Social (2006-2007).

### Diputado nacional (2015-2019)
En 2015 fue elegido diputado nacional por su provincia natal para el periodo 2015-2019.
Tomó notoriedad en la escena nacional en junio de 2018, cuando convenció de cambiar su voto a último momento a los diputados nacionales por La Pampa Ariel Rauschenberger y Melina Delú en la sesión de Diputados en la que se debatió el proyecto de ley que buscaba legalizar el aborto en la Argentina.

### Gobernador de La Pampa (2019-presente)
En 2019 debido a una enfermedad que enfrenta en los últimos meses, el gobernador de la provincia de La Pampa Carlos Verna, lo propuso como candidato para su sucesión en el cargo. Obtuvo el apoyo de todas las facciones del peronismo. Así, el 19 de mayo, resultó elegido gobernador con más del 52% de los votos, dejando en segundo lugar al candidato de Juntos por el Cambio, el radical Daniel Kroneberger.
En 2023 fue reelegido gobernador con el 47,66 % de los votos venciendo a Martín Berhongaray de Juntos por el Cambio.

#### Gabinete gubernamental
| Ministerios del Gobierno de Sergio Zilloto         | Ministerios del Gobierno de Sergio Zilloto | Ministerios del Gobierno de Sergio Zilloto |
| Cartera                                            | Titular                                    | Período                                    |
| -------------------------------------------------- | ------------------------------------------ | ------------------------------------------ |
| Ministerio de Gobierno                             | Pascual Fernández                          | 10 de diciembre de 2023 - en el cargo      |
| Ministerio de Hacienda y Finanzas                  | Guido Bisterfeld                           | 10 de diciembre de 2023 - en el cargo      |
| Ministerio de Producción                           | Fernanda González                          | 10 de diciembre de 2023 - en el cargo      |
| Ministerio de Energía y Minería                    | Matías Toso                                | 10 de diciembre de 2023 - en el cargo      |
| Ministerio de Obras y Servicios Públicos           | Julio Rojo                                 | 10 de diciembre de 2023 - en el cargo      |
| Ministerio de Conectividad y Modernización         | Antonio Curciarello                        | 10 de diciembre de 2023 - en el cargo      |
| Ministerio de Desarrollo Social y Derechos Humanos | Diego Álvarez                              | 10 de diciembre de 2023 - en el cargo      |
| Ministerio de Educación                            | Marcela Feuerschvenger                     | 10 de diciembre de 2023 - en el cargo      |
| Ministerio de Salud                                | Mario Rubén Kohan                          | 10 de diciembre de 2023 - en el cargo      |
| Ministerio de Seguridad y Justicia                 | Horacio di Nápoli                          | 10 de diciembre de 2023 - en el cargo      |
| Ministerio de Trabajo y Promoción del Empleo       | Marcelo Pedehontaá                         | 10 de diciembre de 2023 - en el cargo      |
| Ministerio de Turismo                              | Saúl Echeveste                             | 10 de diciembre de 2023 - en el cargo      |
| Ministerio de Cultura                              | Pablo Lucero                               | 10 de diciembre de 2023 - en el cargo      |
| Ministerio de Mujer, Género y Diversidad           | Gabriela Labourié                          | 10 de diciembre de 2023 - en el cargo      |
| Secretarías del Gobierno de Sergio Zillioto        |                                            |                                            |
| Cartera                                            | Titular                                    | Período                                    |
| Secretaría General de Gobierno                     | José Vanini                                | 10 de diciembre de 2023 - en el cargo      |
| Fiscalía de Estado                                 | Romina Schmid                              | 10 de diciembre de 2023 - en el cargo      |